# Over the Limit (2012)
Over the Limit (2012) — третье по счёту шоу Over the Limit, PPV-шоу производства американского рестлинг-промоушна WWE. Оно состоялось 20 мая 2012 года в RBC Center в Роли, Северная Каролина, США.

## Поединки
| #                                | Поединки                                                                                  | Тип поединка | Время |
| -------------------------------- | ----------------------------------------------------------------------------------------- | --- | ----- |
| Pre-show                         | Кейн победил Зака Райдера                                                                 | Одиночный поединок | 6:52  |
| 1                                | Кристиан победил выкинув последним Миза                                                   | Королевский бой из 20 человек за право быть претендентом на титул чемпиона Соединённых Штатов или интерконтинентального чемпиона (на выбор).    | 13:12 |
| 2                                | R-Truth и Кофи Кингстон (с) победили Дольфа Зигглера и Джека Сваггера (с Вики Герреро)    | Командный поединок за титул командных чемпионов WWE                                                                                             | 12:12 |
| 3                                | Лейла (с) победила Бет Феникс                                                             | Одиночный поединок за титул чемпионки див | 7:08  |
| 4                                | Шеймус (с) победил Альберто Дель Рио (с Рикардо Родригесом), Рэнди Ортона и Криса Джерико | Поединок «Четыре смертных пути» за титул чемпиона мира в тяжелом весе                                                                           | 15:52 |
| 5                                | Бродус Клэй (с Кэмерон и Наоми) победил Миза                                              | Одиночный поединок | 4:08  |
| 6                                | Кристиан победил Коди Роудса (c)                                                          | Одиночный поединок за титул интерконтинентального чемпиона                                                                                      | 7:18  |
| 7                                | СМ Панк (с) победил Дэниела Брайана                                                       | Одиночный поединок за титул чемпиона WWE | 24:04 |
| 8                                | Райбек победил Камачо                                                                     | Одиночный поединок | 1:48  |
| 9                                | Джон Лауринайтис победил Джона Сину                                                       | Одиночный поединок до победного удержания или подчинения. Если Лауринайтис проиграет, он уволен. Если кто-то вмешается в поединок, то он уволен | 17:04 |
| (c) – чемпион на момент поединка |                                                                                           | |       |

1. ↑  Другие участники: Дэвид Отунга, Тайсон Кидд, Алекс Райли, Джимми Усо, Джей Усо, Уильям Ригал, Великий Кали, Хит Слейтер, Тайтус О’Нил, Даррен Янг, Иезекиил Джексон , Джиндер Махал, Тайлер Рекс, Дрю Макинтайр, Курт Хокинс, Майкл Макгилликати, JTG и Ёси Тацу